# Битва на Чорному морі (1914—1918)
Кампанія на Чорному морі (1914—1918) — військові дії на морському просторі Чорного моря флоту Російської імперії проти османського флоту та військово-морських сил Німецької імперії в роки Першої світової війни.

## Історія
До початку війни Російський імператорський флот мав значну перевагу в силах та засобах в акваторії Чорного моря. Хоча на літо 1914 року ні у Російській, ні у Османської імперії не було сучасних дредноутів на Чорному морі, проте буквально в перші дні воєнних дій в Європі, стався факт прориву німецьких крейсерів «Гебен» та «Бреслау» до Чорного моря. Попри переслідуванню ескадрою британського флоту під командуванням адмірала А. Мілна, німецьким лінійному «Гебен» та легкому «Бреслау» крейсерам вдалося пройти крізь Дарданелли та дістатися Стамбула. Безкровна «битва» британських та німецьких кораблів мала далекосяжні політичні та військові наслідки для усього Середземноморського та Чорноморського регіонів та ходу війни в цілому.
Російський флот на Чорному морі складався з бригади лінійних кораблів, мінної дивізії (крейсер, ескадрені міноносці, мінні загороджувачі), дивізіону підводних човнів, партії тралення. Основним оперативним з'єднанням флоту, як і на Балтиці, була ескадра, що включала лінкори, крейсери й ескадрені міноносці. Застарілі кораблі і навчальні судна становили 1-й і 2-й резерви. Командував флотом адмірал Ебергард А. А.
Склад сил на Чорному морі
| Жовтень 1914 року | Лінійні кораблі (пре-дредноути) | Лінійні крейсери | Крейсери | Есмінці | Міноносці | ПЧ | Мінні загороджувачі | Канонерські човни |
| ----------------- | ------------------------------- | ---------------- | -------- | ------- | --------- | -- | ------------------- | ----------------- |
| Російський флот   | 5                               | —                | 2        | 17      | 12        | 4  | 2                   | 3                 |
| Османський флот   | 3                               | 1                | 3        | 10      | 12        | 2  | 2                   | —                 |

29 жовтня 1914 року в акваторії Чорного моря почалися бойові дії. Німецько-османський флот здійснив бомбардування прибережних російських міст, при цьому «Гебен» і «Бреслау» атакували головну базу ЧФ — Севастополь. Це бомбардування призвела до оголошення Росією війни Стамбулу і, відповідно, вступу останньої у війну на боці Центральних держав.
5 листопада 1914 року головні сили імператорського Чорноморського флоту раптово зустріли «Гебен» і «Бреслау» в районі Ялти. Незважаючи на сприятливий для російських сил збіг обставин, домогтися вирішального результату не вдалося — після обміну залпами німецькі кораблі змогли спокійно відступити.

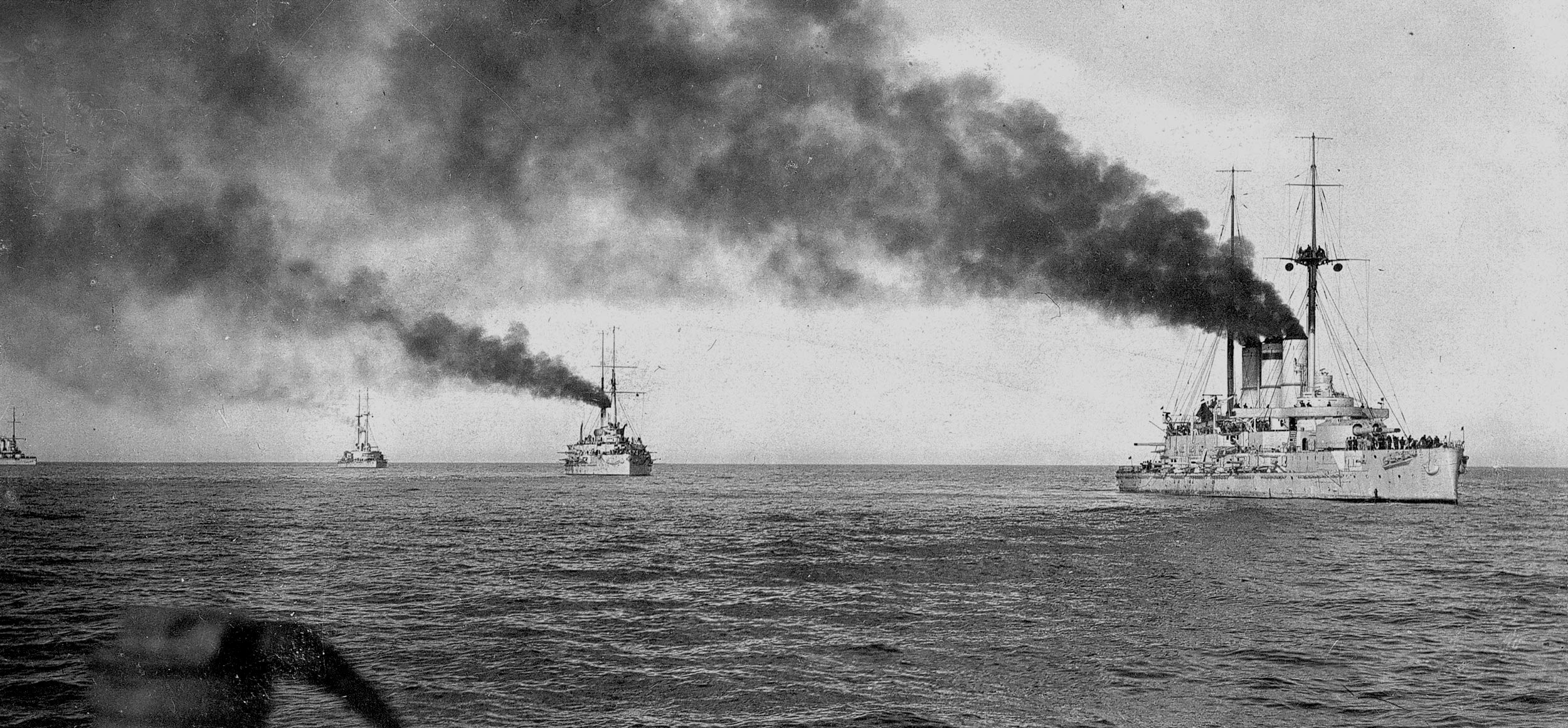
Група броненосців російського Чорноморського флоту. Перший — «Євстафій»

Аж до початку 1916 року «Гебен» і «Бреслау» панували на Чорному морі й утворювали постійний головний біль для російського флоту. Лише на початку 1916 року Чорноморський флот отримав перші лінкори-дредноути — «Імператриця Марія» і «Імператриця Катерина Велика», що радикально змінило співвідношення сил на користь ЧФ Росії.
Введення до строю нових лінійних кораблів дозволило російському флоту встановити блокаду вугільного району в Анатолії (порти Зонгулдак, Козлу, Ереглі, Кілімлі), який служив єдиним джерелом місцевого вугілля для Стамбула, османського флоту і залізничного транспорту Османської імперії. До жовтня 1916 року підвезення вугілля зі Зонгулдака до Стамбула практично припинилося. Блокада привела до різкого скорочення операцій османського флоту, зокрема турки припинили тралення в гирлі Босфору. Через відсутність вугілля в 1917 році «Гебен» жодного разу не вийшов в море.
Незабаром після більшовицького перевороту в Петрограді та розгулу анархії, що охопила колишню Російську імперію, Чорноморський флот втратив боєздатність. Після укладення Берестейського мирного договору і наступу Німеччини, головна база флоту в Севастополі перейшла під контроль німців.